# Stefan Piendl
Stefan Piendl (* 1965) ist ein deutscher Manager in der Musikbranche. Seit 1991 ist er in führenden Positionen im Bereich Klassische Musik tätig. Seit Juli 2018 ist er alleiniger Geschäftsführer der Deutschen Musikrat gemeinnützige Projektgesellschaft mbH in Bonn. Darüber hinaus engagiert er sich in verschiedenen Ehrenämtern im deutschen Musikleben, doziert an mehreren Hochschulen und veröffentlicht Bücher.

## Werdegang
Piendl absolvierte zunächst eine kaufmännische Ausbildung im pharmazeutischen Bereich. Seine Begeisterung für Klassische Musik brachte ihn bald zu Sony Music, wo er als Vertriebsleiter Klassik von 1991 bis 1995 tätig war. Im Anschluss wechselte er zu EMI Electrola und betreute als Marketing Direktor bis 1998 die Labels EMI Classics und Virgin Classics. In dieser Zeit entstand dort u. a. die Celibidache-Edition. 1998 kam er als Geschäftsführer zur Bertelsmann Music Group (BMG), wo er das mit drei Goldenen Schallplatten ausgezeichnete Rilke-Projekt ins Leben rief. Als „Senior Vice President & Chief Operating Officer BMG Classics, Worldwide“ verantwortete er dann bis 2006 die gesamten Klassik-Aktivitäten des Unternehmens. Anfang 2006 kehrte er nochmals als Mitglied der Geschäftsleitung zu EMI Music zurück. Die umfangreiche „Klassik-Edition“ der Wochenzeitung Die Zeit entstand dort in enger konzeptioneller Zusammenarbeit mit Stefan Piendl.
Seit Mai 2007 ist Piendl Geschäftsführer der ARION ARTS music consultants GmbH, die auf Beratung & Projekt-Management im Musik- und Medienbereich spezialisiert ist. ARION ARTS betreut u. a. BR KLASSIK, das Label für die drei Klangkörper des Bayerischen Rundfunks und das Label des kanadischen Tafelmusik Baroque Orchestra.
In den Jahren 2011 und 2012 war Piendl für INTERKULTUR als Generalsekretär maßgeblich in die Organisation der 7. World Choir Games in Cincinnati (Ohio) eingebunden. Die auch als Chor-Olympiade bekannte Veranstaltung ist mit rund 15.000 Teilnehmern aus 60 Nationen der größte Chorwettbewerb der Welt.
Im Herbst 2015 übernahm Piendl für zwei Jahre die Leitung Kommunikation SWR Classic. Er übernahm das Marketing für die neue Marke SWR Classic mit den Klassikaktivitäten des Senders. Dazu gehören das SWR Symphonieorchester, das Vokalensemble Stuttgart, das SWR Experimentalstudio, die Big Band sowie die Schwetzinger Festspiele und die Donaueschinger Musiktage.

## Ehrenamtliches Engagement
Piendl war Mitglied im Präsidium des Deutschen Musikrates (DMR), im Aufsichtsrat der Deutsche Musikrat gemeinnützige Projektgesellschaft mbH, Vizepräsident der Jeunesses Musicales Deutschland und Vorsitzender des Beirats des Bundesjugendorchesters. Ferner ist er Mitglied des Kuratoriums des Verbandes deutscher Streichquartette e.V.

## Publikationen
Gemeinsam mit Thomas Otto hat er das Buch Stenographische Umarmung – Sergiu Celibidache beim Wort genommen herausgegeben, das 2007 auch in Japan veröffentlicht wurde. Zur Musikmesse im März 2007 erschien das zweite Buch des Autoren-Duos: Erst mal schön ins Horn tuten! – Erinnerungen des legendären Schallplatten-Produzenten und Grammy-Preisträgers Wolf Erichson. 2008 veröffentlichte Piendl zusammen mit Hans-Herwig Geyer im Auftrag des Bureau Export de la Musique Française das Handbuch Cahier Export Classique Allemagne, ein Ratgeber zum deutschen Musikmarkt für französische Künstler und Unternehmen.
2011 erschien Das Wunder von Caracas von Piendl und Michael Kaufmann. Darin erkunden die Autoren die Hintergründe der 1975 von José Antonio Abreu ins Leben gerufenen Orchesterbewegung El Sistema in Venezuela.